# Caragnoli
I caragnoli insieme alle rosacatarre,  sono dolci riconosciuti come PAT tipici del basso Molise, preparati per le festività Natalizie e per Carnevale il cui impasto a base di farina, uova e olio viene avvolto a forma di elica e fritto, quindi ricoperto di miele.